# Maria Maddalena Starace
Costanza Starace, C.S.M., řeholním jménem Maria Magdalena od Umučení (5. září 1845, Castellammare di Stabia – 13. září 1921, tamtéž) byla italská římskokatolická řeholnice, zakladatelka a členka kongregace Soucitných služebnic Marie. Katolická církev ji uctívá jako blahoslavenou.

## Život
Narodila se dne 5. září 1845 v Castellammare di Stabia u Neapole jako první ze šesti dětí rodičům Francescu Staraceovi a Marii Rose Cascone.
Jako dítě navštěvovala internátní školu v Castellammare di Stabia, provozovanou řeholními sestrami. Přitahoval ji řeholní život a již ve dvanácti letech vstoupila do kláštera, ale ve čtrnácti byla pro svůj špatný zdravotní stav propuštěna a vrátila se domů. Její učitel jí pomáhal vézt klauzurní život. Během dospívání se dvakrát snažila vstoupit do kláštera, avšak kvůli špatnému zdraví byla pokaždé odmítnuta. Stala se servitskou terciářskou a dne 18. června 1867 složila své poslední sliby. Přijala řeholní jméno Maria Magdalena od Umučení. Biskup z Casteallammare di Stabia Francesco Petagna ji postavil do čela Zbožné unie dcer Marie. Věnovala se výuce mládeže katechismu.

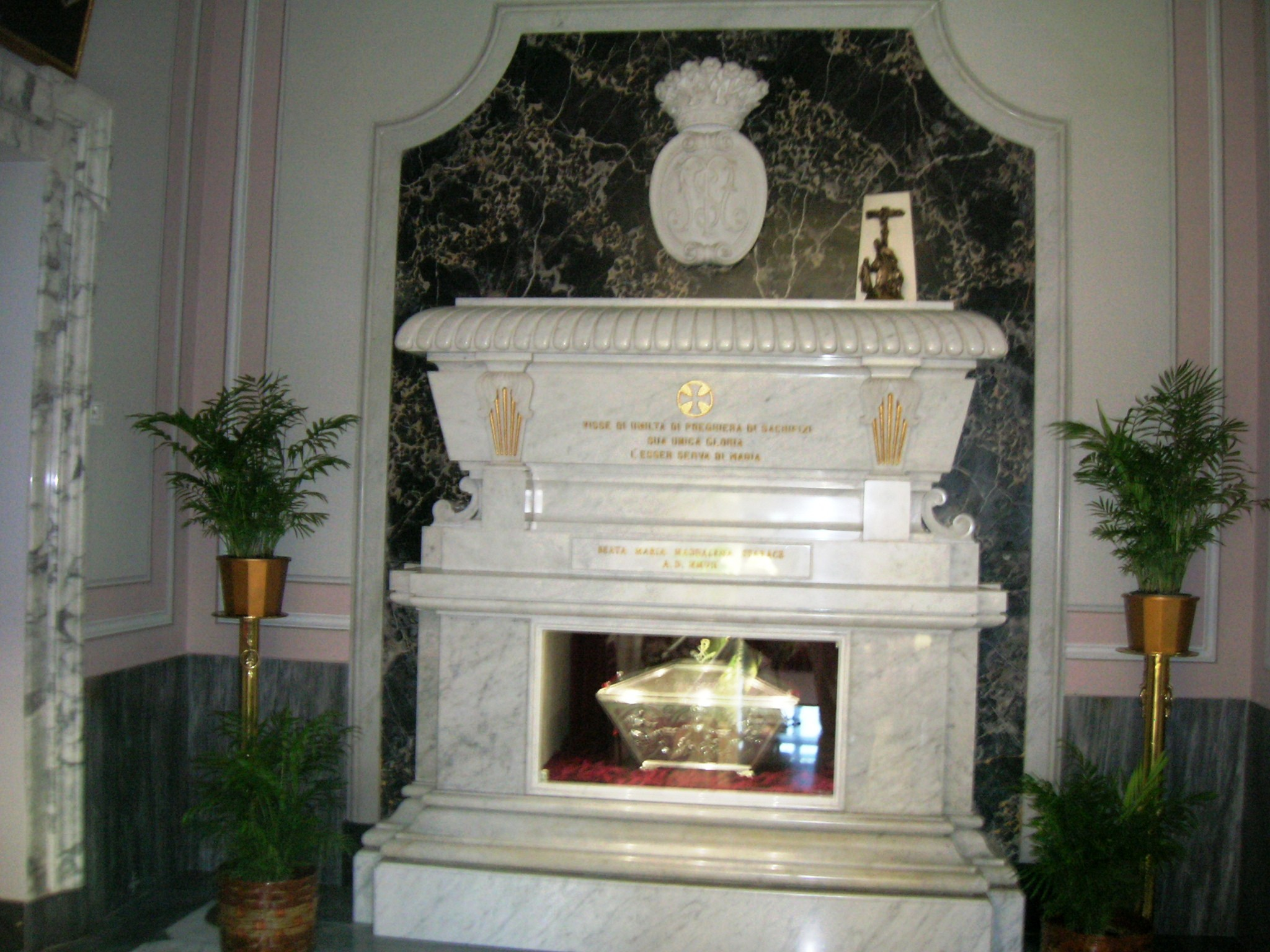
Její hrobka ve svatyni Nejsvětějšího Srdce v Castellammare di Stabia

Po vypuknutí epidemie cholery shromáždila skupinu žen, aby pomáhaly v péči o nemocné. Dne 16. července 1869 založila ženskou řeholní kongregaci Soucitných služebnic Marie, do které také sama vstoupila.
Zemřela na zápal plic dne 13. prosince 1921 v Castellammare di Stabia. Její ostatky jsou uchovávány ve svatyni Nejsvětějšího Srdce v Castellammare di Stabia.

## Úcta
Její beatifikační proces započal roku 1939, čímž obdržela titul služebnice Boží. Dne 7. července 2003 ji papež sv. Jan Pavel II. podepsáním dekretu o jejích hrdinských ctnostech prohlásil za ctihodnou. Dne 26. června 2006 byl uznán zázrak na její přímluvu, potřebný pro její blahořečení.
Blahořečena pak byla dne 15. dubna 2007 v konkatedrále Nanebevzetí Panny Marie a sv. Catella v Castellammare di Stabia. Obřadu předsedal jménem papeže Benedikta XVI. kardinál José Saraiva Martins.
Její památka je připomínána 5. září. Bývá zobrazována v řeholním oděvu. Je patronkou jí založené kongregace.